# Gouania eurycarpa
Gouania eurycarpa är en brakvedsväxtart som beskrevs av Paul Carpenter Standley. Gouania eurycarpa ingår i släktet Gouania och familjen brakvedsväxter. Inga underarter finns listade i Catalogue of Life.